# Five (banda)
Five (también escrito como 5ive) es una boy band británica formada a principios de 1997 por el mismo equipo que formó a las Spice Girls. Gozaban de éxito en todo el mundo, pero especialmente en el Reino Unido, partes de Europa, Rusia, partes de Asia, Israel, Brasil y otros países de Sudamérica y Australia. 
Se disolvió como banda el 27 de septiembre de 2001, después de vender cerca de 20 millones de discos, y con 11 sencillos y 4 álbumes en la lista de los diez más populares del Reino Unido. Los cinco miembros fueron Scott Robinson, Neville Ritchie Neville, Jason "J" Brown, Richard 'Abs' Breen y Sean Conlon. Cuatro de los cinco miembros originales del grupo se reunieron en septiembre de 2006, pero solo siete meses después de anunciar su regreso, Five anunció a través de su página web oficial que volverían a disolverse.
En 2012, la banda anunció nuevos planes para regresar a los escenarios, pero esta vez, sin Brown.

## Biografía

### El debut
En 1997, se publicó un anuncio de una audición en el periódico The Stage del Reino Unido, en el que buscaban jóvenes cantantes/bailarines para una banda de chicos con estilo. Bob y Chris Herbert, los dos hombres que habían creado anteriormente la Spice Girls, pensaron que era momento justo para un grupo de hombres. Tres mil aspirantes audicionaron, los que finalmente se redujeron a solo catorce, cinco de los cuales se habían organizado en grupos a la espera de su audición y, posteriormente, se firmaron con BMG / RCA para un período de seis álbumes. 
En noviembre de 1997, la banda lanzó su primer sencillo en el Reino Unido, "Slam Dunk (Da Funk)", que debutó en el número 10. La canción también fue lanzada en los EE. UU. en 1998, pero tuvo poco éxito, a pesar de que fue elegido como el tema musical de la NBA. En 1998 Five obtiene su primer gran éxito internacional, "When The Lights Go Out", que en los EE. UU. debutó en el Top 10 y ganó Disco de Oro poco después. Five luego de ocho días de gira para promocionar su próximo álbum, aparecen en un concierto especial para Disney Channel con el grupo de chicas irlandesas B * Witched, en Times Square en la ciudad de Nueva York, y en TRL de MTV. El álbum llegó al #27 en los EE. UU., y encabezó las listas de otros países de todo el mundo, incluido el Reino Unido. "It's The Things You Do" fue lanzado a finales de 1998 en los EE. UU., recibió una tibia recepción. El grupo se embarcó en un tour por EE. UU. con la banda 'N Sync, pero poco después se retiraron debido al agotamiento, volaban de vuelta a Inglaterra para descansar y empezar a trabajar en un nuevo álbum. Aún trabajando el primer disco, "Got The Feelin '", "Everybody Get Up", y "Until The Time Is Through" todos estos sencillos fueron lanzados en 1998. Llegaron al Top 5 en diferentes países de todo el mundo.

### Invencible: el nuevo milenio
En agosto de 1999, el primer sencillo de su segundo álbum, la pegadiza melodía dance "If Ya Gettin' Down", fue lanzado y se convirtió en un gran éxito en todo el mundo, pero una vez más no alcanzó el # 1 en su país de origen, puesto que ocupaba, en ese entonces, Ricky Martin. Por último, en octubre de 1999, después de tres #2 consectutivos, "Keep On Movin '" se convirtió en su primer UK # 1, así como su sencillo más vendido hasta la fecha. Poco después sonó "Don't Wanna Let You Go" que fue lanzado a principios de marzo de 2000, llegando al número 9. El 3 de marzo de 2000, Five abre el show de los BRIT Awards con la una versión actualizada de la "We Will Rock You", tema de la legendaria banda Queen. Esa noche Five ganó su primer premio BRIT, como "Mejor Actor Pop", y su cobertura de la canción se convirtió en su segundo # 1 en el Reino Unido en julio de 2000. El primer semestre del 2000 Five realizó una gira mundial con éxito, la realización de conciertos en el Reino Unido, Europa, Rusia, Australia y - como un cuarteto de América del Sur, después de que Ritchie se enfermara y tuviese que volar de vuelta a Inglaterra.
Después de terminar la gira, el grupo continuó realizando muchos conciertos en el Reino Unido, Party in the Park de la Reina. Una nueva publicación de su álbum "Invincible" que incluía versiones remix y cinco pistas de su gira, así como un bonus track, "Don't Fight It Baby". Se relanzó en julio de 2000 en los EE. UU., la canción fue lanzada después del alejamiento del grupo su sello discográfico Arista Records. Five también tuvo problemas con su discográfica en Asia, y posteriormente canceló su gira por Asia. 
El sufrimiento de este golpe, llevó a estos jóvenes volver al estudio y comenzar a escribir canciones para su próximo álbum. Continuaron ganando premios en el Reino Unido y Europa, y en diciembre de 2000 realizaron su segundo gran tour en su país de origen. En enero de 2001, Five fue a tocar en uno de los mayores festivales del mundo, "Rock In Río", en Río de Janeiro y Caracas, a una audiencia de casi medio millón de personas.

### Kingsize y el fin de una era
En mayo de 2001, después de muchos meses de composición y de "desarrollo de su propio sonido", Kingsize se terminó. Cuando llegó el momento de comenzar la filmación del video para el primer sencillo del álbum, Sean, miembro de la banda había caído enfermo con fiebre glandular. El video "Let's Dance" de 5ive fue lanzado con un cartón de tamaño real del cantante enfermo, y los rumores de que él había hecho a un lado la banda tuvo que ser desmentido. Scott también abandonó temporalmente la banda por un par de semanas para estar con su novia de entonces, Kerry Oaker, que estaba teniendo problemas con su embarazo. Su hijo, Rhys Brennan, nació el 11 de julio de 2001, prematuro con cinco semanas. Los otros tres miembros, J, Abs y Ritchie, estuvieron presionados con el peso de la promoción del grupo y el tercer álbum "Let's Dance". Si bien el desempeño en un concierto en Bélgica en julio, Ritchie se destrozó los tendones en su pie izquierdo, puso un alto a todos, impulsó la promoción y el grupo que tuvo varias reuniones para replantearse sus opciones y futuros. "Let's Dance" fue lanzado a mediados de agosto de 2001 y se convirtió en su tercer # 1 en Reino Unido, sosteniendo el primer puesto durante dos semanas. Kingsize dos semanas más tarde debutó en el # 3, pasando a alcanzar la condición de Oro. 
Después de un mes de reuniones con gestión de registros, Five llegó a la decisión que estaban "pidiendo un día", y el grupo se disolvió el 27 de septiembre de 2001, a través de un anuncio en MTV Select. El 28 de septiembre, un día después del anuncio, Scott se casó con su amor de infancia, Kerry Oaker, en una ceremonia a la que asistieron todos los chicos. 
En noviembre de 2001, "Closer To Me", con escenas de sus giras y grandes recuerdos de la banda , y "Rock The Party", con un video animado. Seguidos de un álbum de grandes éxitos. 
En la corta vida de la banda, habían tenido éxito en todo el mundo, acumulando tres sencillos en el número uno en el Reino Unido y la venta de una estimación de 15-20 millones de discos en todo el mundo , incluyendo 7 millones de álbumes en todo el mundo y dos millones En los Estados Unidos, y recogiendo numerosos premios a lo largo del camino.
En septiembre de 2006, 4 de los miembros de la banda se reunió en una rueda de prensa anunciando que iban a unirse y a lanzar un disco. 7 meses después anunciaron que se iban a disolver de nuevo.

## Miembros

### Miembros actuales
- Scott Robinson (1997-2001, 2006-2007, 2012-)
- Ritchie Neville (1997-2001, 2006-2007, 2012-)
- Sean Conlon (1997-2001, 2012-)
- Abz Love (1997-2001, 2006-2007, 2012-2014,2025-)
- J Brown (1997-2001, 2006-2007,2025-)

## Discografía

### Álbumes de estudio
- 5ive (1998)
- Invincible (1999)
- Kingsize (2001)
- Time (2022)

### Sencillos
| Año        | Título                         | Posiciones | Posiciones | Posiciones | Posiciones | Posiciones | Posiciones | Posiciones | Posiciones | Posiciones | Posiciones | Certificaciones                         |
| Año        | Título                         | UK         | ALE        | AUS        | BEL        | ESP        | IRL        | HOL        | NZ         | SUE        | USA        | Certificaciones                         |
| 5ive       | 5ive                           | 5ive       | 5ive       | 5ive       | 5ive       | 5ive       | 5ive       | 5ive       | 5ive       | 5ive       | 5ive       | 5ive                                    |
| ---------- | ------------------------------ | ---------- | ---------- | ---------- | ---------- | ---------- | ---------- | ---------- | ---------- | ---------- | ---------- | --------------------------------------- |
| 1997       | «Slam Dunk (Da Funk)»          | 10         | 77         | —          | 6          | —          | 24         | 10         | 22         | 28         | 86         |                                         |
| 1998       | «When the Lights Go Out»       | 4          | —          | 2          | 13         | 17         | 11         | 32         | 20         | 7          | 10         | - AUS: Platino - USA: Oro - U.K.: Plata |
| 1998       | «Got the Feelin'»              | 3          | 86         | 6          | 2          | —          | 4          | 4          | 2          | 12         | —          | - U.K.: Oro - AUS: Oro                  |
| 1998       | «Everybody Get Up»             | 2          | 25         | 5          | 22         | —          | 4          | 9          | 1          | 5          | —          | - U.K.: Plata - AUS: Platino - SUE: Oro |
| 1998       | «It's the Things You Do»       | —          | —          | —          | —          | —          | —          | —          | —          | —          | 53         |                                         |
| 1998       | «Until the Time Is Through»    | 2          | —          | 8          | 26         | 2          | 3          | 15         | 14         | 11         | —          | - U.K.: Plata - SUE: Oro                |
| Invincible |                                |            |            |            |            |            |            |            |            |            |            |                                         |
| 1999       | «If Ya Gettin' Down»           | 2          | 17         | 2          | 6          | 8          | 4          | 6          | 1          | 6          | —          | - U.K.: Plata - AUS: Platino - SUE: Oro |
| 1999       | «Keep On Movin'»               | 1          | 21         | 6          | 6          | 6          | 2          | 3          | 7          | 10         | —          | - U.K.: Oro - AUS: Platino - SUE: Oro   |
| 2000       | «Don't Wanna Let You Go»       | 9          | 81         | 17         | 37         | —          | 11         | 13         | 5          | 22         | —          |                                         |
| 2000       | «We Will Rock You» (con Queen) | 1          | —          | 3          | 17         | —          | 6          | 20         | 29         | 35         | —          | - AUS: Platino - U.K.: Plata            |
| Kingsize   |                                |            |            |            |            |            |            |            |            |            |            |                                         |
| 2001       | «Let's Dance»                  | 1          | 54         | 3          | 8          | 12         | 2          | 22         | 11         | 20         | —          | - AUS: Oro - U.K.: Plata                |
| 2001       | «Closer to Me»                 | 4          | —          | —          | 38         | —          | 12         | 71         | —          | —          | —          |                                         |
| 2001       | «Rock the Party»               | 4          | —          | 55         | 2          | —          | 12         | —          | 44         | —          | —          |                                         |

Tours
- Invincible Tour (Febrero - Mayo de 2000)
- UK Tour (Diciembre de 2000)

Premios
(*) Para la fuente, véase Referencias.
Brit Awards
- Mejor banda de pop - 2000

MTV Europe Music Awards
- The MTV Select Award - 1998

Silver Clef Awards
- Banda revelación - 2000

Smash Hits Poll Winners Party
- Banda revelación - 1997
- Best Haircut (Scott) - 1997, 1998, 1999
- Mejor banda británica - 1998, 1999, 2000
- Mejor Álbum - 1998
- Mejor versión - 1998

TMF Awards (Holland)
- Mejor sencillo - 2000
- Mejor Álbum - 2000
- Mejor banda internacional - 2000

TV Hits Awards
- Mejor banda nueva - 1999
- Mejor sencillo (por la versión de We Will Rock You de Queen) - 2000